# Финта
Финтом се у фудбалу назива варка телом без лопте. Користи се да би се сакрила права намера. Покрет се изводи брзо и наглашено, како би се изазвала реакција противника. Кад је финта успешно изведена, следи потез и кретање с лоптом у жељеном правцу.
Финта се изводи варком тела, ноге, труке, телом и ногом. Најчешће се користи лажни шут, покрет телом или лажно примање лопте.
Финта и дриблинг су најтежи елементи фудбалске игре.